# Ao vivo
Ao vivo è un album di Dario Aspesani registrato nel tour italiano tra giugno e ottobre 2002. Oltre a Luca Brunelli e Gianpaolo Papa (rispettivamente chitarra solista e chitarra ritmica) nell'Aspesani's Group sono confluiti Ciro Pignatelli al posto di Stefano Michelini e Valerio Liberati al posto di Carmine Montefinese. L'album pubblicato dall'etichetta F2R è stato distribuito dal dicembre 2002, ed è stato prodotto dallo stesso Dario Aspesani, mentre la registrazione e l'ottimizzazione sonora delle tracce audio è stata effettuata da Gianpaolo Papa.
Di tale lavoro è stata effettuata una sola stampa perché anche questo CD, come tutti quelli proposti fino alla fine del 2003, sono confluiti nella raccolta multimediale in MP3 dello stesso autore.

## Musicisti

### Artista
- Dario Aspesani - voce, basso, chitarra classica ed armonica

### Altri musicisti
- Luca Brunelli - chitarra solista
- Gianpaolo Papa - chitarra ritmica, basso
- Ciro Pignatelli - tastiere
- Valerio Liberati - batteria

## Tracce
1. Scivola il sangue (dall'album Acustico 2001)
2. Oggi abbiamo visto il tramonto (dall'album Mediterranean rock del 1997)
3. Senza pietà (dall'album Mediterranean rock del 1997)
4. Le tue mani (dall'album Mediterranean rock del 1997)
5. Guarda come è freddo il tempo (dall'album Mediterranen rock del 1997)
6. Bar de periferia (dall'album Infinitae Terrae del 2002)
7. Veinte aňos (dall'album Infinitae Terrae del 2002)
8. Medley: Auto blu blues/7743 £ a l'ora blues (dall'album Acustico del 2001)
9. Questo è tempo di pensare (dall'album Mediterranean rock del 1997)
10. Tu come sei (inedito)

## Curiosità
- Ao vivo è anche l'espressione portoghese e brasiliana per identificare un evento/concerto/manifestazione o rappresentazione "dal vivo". Questo "modo di dire" lo troviamo in molti album pubblicati da artisti brasiliani tipo: Caetano Veloso, João Gilberto, Gilberto Gil, Mercedes Sosa ed altri.